# 石見国造
石見国造（いわみのくにのみやつこ、いわみこくぞう）は、石見国を支配した国造。

## 概要

### 祖先
- 『先代旧事本紀』「国造本紀」には、崇神天皇の時代に紀伊国造と同祖・蔭佐奈胡命（鬼刀禰命の子）の子の大屋古命を国造に定めたとされる。
- 大屋古命は邇摩郡に住んだとされる[1]。

### 氏族
不明。紀国造の同族であるが、国造氏族の系図などは現存しない。

## 本拠
不明。

### 支配領域
国造の支配領域は当時石見国と呼ばれた地域、後の律令国の石見国に相当する。

## 伝承
大田市の物部神社には、社家・金子氏の祖である物部竹子連が石見国造であったという伝承がある。